# 東洋美術学校
東洋美術学校（とうようびじゅつがっこう）は、東京のデザインとアートの専修学校。1946年創立。対話を重んじる少人数教育が中心。担任制。

## 設置学科
- クリエイティブデザイン科
  - 高度コミュニケーションデザイン専攻（4年制）
  - 高度グラフィックアート専攻（4年制）
  - 高度プロダクトデザイン専攻（4年制）
- グラフィックデザイン科
  - グラフィックデザイナーコース（2年制）
  - Webデザイナーコース（2年制）
- インダストリアルデザイン科
  - インダストリアルデザイナーコース（2年制）
  - クラフト・ファニチャーコース（2年制）
- イラストレーション科
  - コミックイラストコース（2年制）
  - イラストレーターコース（2年制）
- マンガ科(2年制)
- 保存修復科(4年制)
- 絵画科(2年制)
- 夜間部グラフィックデザイン科(1年制)
- 夜間部イラストレーション科(1年制)
- 夜間部絵画科(1年制)

## 所在地
〒162-0067　
東京都新宿区富久町2-6

## 卒業生・出身者
- 植村啓一
- 大月壮
- 岡野玲子
- 竹下宏太郎
- 谷田一郎
- 津守時生
- 利光春華
- 福田春美
- サトル・サトウ
- 岩田光央（中退）
- ワカマツカオリ
- 大須賀めぐみ
- 流石景
- NAOE
- 奥田みき
- いつきゆう
- ヒロ杉山
- 大童澄瞳
- 徐義廷（Eui Jeong Seo）韓国出身、美術人、イラストレーター